# Station Annolesie
Station Annolesie is een spoorwegstation in de Poolse plaats Annolesie.